# Польско-белорусский конфликт
Польско-белорусский конфликт (пол. Konflikt polsko-białoruski, бел. Польска-беларускі канфлікт) — межэтнический конфликт на территории Западной Белоруссии (в том числе Белостокщины и Подляшья) в 1939—1954 годах. Отношения между белорусами и поляками значительно обострились в связи с событиями Второй мировой войны, а именно после Польской кампании РККА и присоединения «восточных кресов» к БССР.
С началом немецкой оккупации в 1941 году нацистская администрация использовала существующие в регионе межэтнические противоречия. Даже во время войны здесь действовали независимо один от одного два направления антифашистского движения — прокоммунистические партизаны и польская организация «Армия Крайова». После выдворения Вермахта с белорусско-польского пограничья националистически настроенное польское антисоветское подполье стремилось вернуть регион в состав Польши. На период 1944—1950 годов приходится пик террористических акций со стороны польских националистов.
Некоторые явления этого конфликта наложили свой отпечаток на современные отношения между польским и белорусским населением пограничного края.

## Предыстория

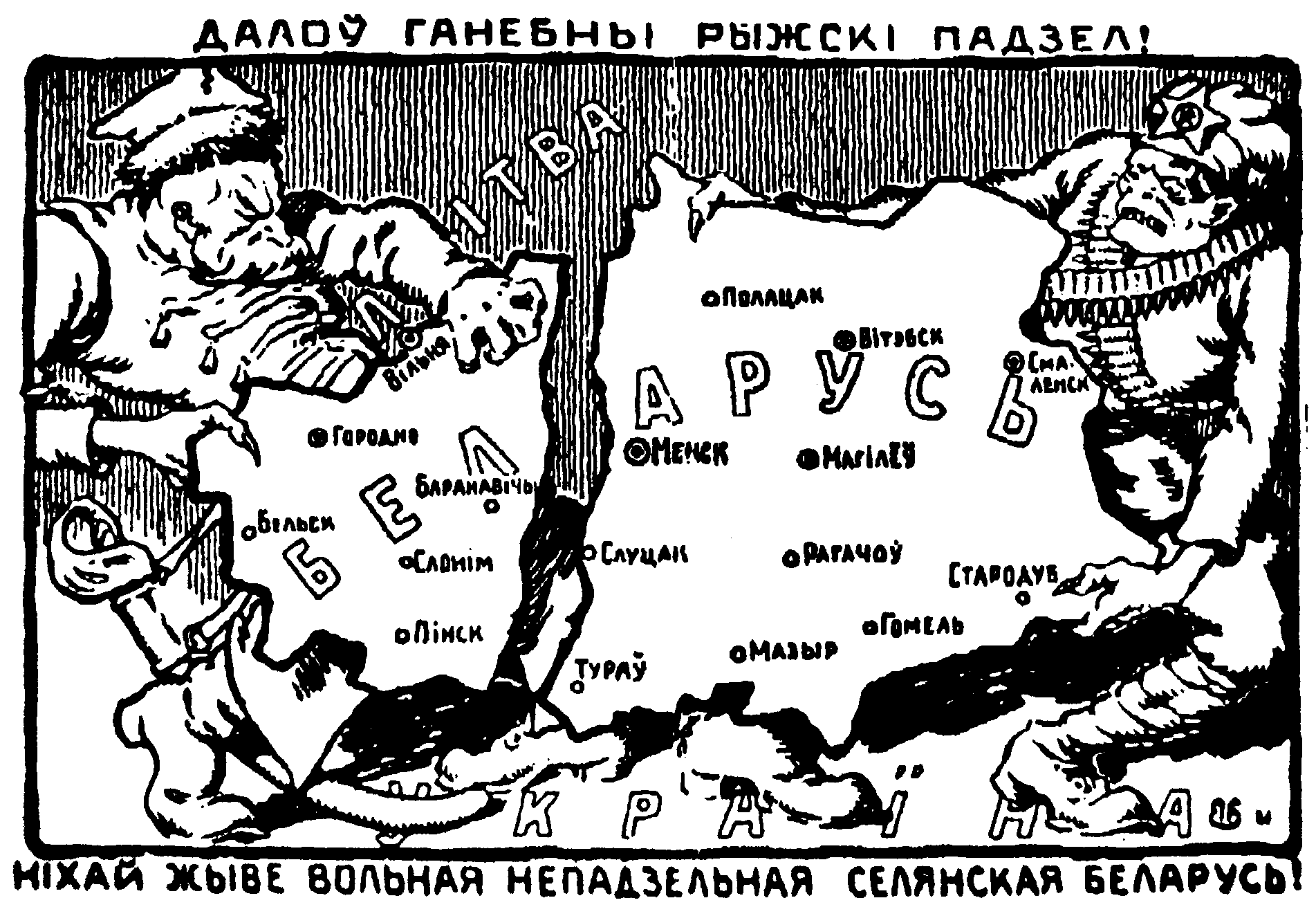
Политическая карикатура (1921): Западная Беларусь попадает в руки поляков

В 1918 году была образована Белорусская Народная Республика. Новое государство объявлено «на землях, где живёт и имеет численно преобладание белорусский народ». Претензии лидеры БНР выдвинули на такие регионы, как Могилёвщина, Минщина, Гродненщина (с городами Гродно и Белосток), Виленщина, Смоленщина, Черниговщина и сопредельные части соседних губерний, заселённых белорусами (имелись в виду Сувалкская и Ковенская губернии).
В этот ж период получила независимость Польша. Основной целью руководства страны во главе с Юзефом Пилсудским стало восстановление исторических границ Речи Посполитой 1772 года, с установлением контроля над Беларусью, Украиной, Литвой и геополитическим доминированием в Восточной Европе.
В начале 1919 года образовано белорусское государство на советской основе — Советская Социалистическая Республика Беларусь. В состав этого образования вошли Витебская, Гродненская, Могилёвская, Минская губернии, большая часть Смоленской, части Виленской (без Вильно), Ковенской, Сувалкской и Черниговской губерний. Позже ЦК РКП(б) без предварительного обсуждения с правительством ССРБ и ЦБ КП(б)Б постановил исключить из состава республики Витебскую, Могилёвскую и Смоленскую губернии. Неожиданно, в феврале, на совместном заседании ЦИК Литовской ССР и ЦИК БССР в Вильно было оформлено создание Литовско-Белоруской Советской Социалистической Республики (Литбел) в составе Минской, Гродненской, Виленской и Ковенской губерний. Фактически ССРБ перестала существовать.
Руководство Литбела направила ноту польскому правительству с предложением создать смешанную комиссию для мирного урегулирования спорных территориальных вопросов и определения границы. Однако Польша развернула наступление, захватив значительную часть молодого государства.
Летом 1920 года большевики снова создали советское белорусское государство — Белорусскую Советскую Социалистическую Республику (изначально на Минщине). После укрупнений 1924 и 1926 годов территория расширена на восток.
После заключения Рижского мирного договора 1921 года территория современной Республики Беларусь была разделена между большевиками и поляками: первые сохранили контроль над центральными и восточными регионами, которые вошли в состав Советской Беларуси, а вторые овладели западом. В 1939 году Западная Беларусь (в Польше — восточные кресы) входит в состав СССР, но в 1941 году она оказалась под немецкой оккупацией.

## Причины
В период пребывания Западной Белоруссии в составе Польши местное белорусское население страдало от политики государства в отношении национальных меньшинств. Проводилась полонизация. Ситуация ухудшилась после смерти Пилсудского. С того времени польскими властями были ликвидированы немногочисленные белорусские национальные и культурные организации, усилена ассимиляция.
В сентябре 1939 года, согласно Пакту Молотова — Риббентропа, Третий Рейх и СССР разделили польскую территорию. БССР была расширена за счёт восточных кресов. Местное белорусское население положительно встретило присоединение к советскому государству и воссоединение с Восточной Беларусью. Поляки, которые были возмущены уничтожением своей страны, начали воспринимать белорусов как союзников СССР. Декларированная борьба с советской оккупацией приняла со временем антибелорусский характер, в первую очередь на Белостокщине.

## Ход событий

### 1939—1941
Во время присоединения Западной Беларуси в условиях безвластия, которое началось на северно-восточных землях Польской Республики в первые дни после нападения СССР, произошли некоторые инциденты.
- В окрестностях населённых пунктов Будовля, Жидомля и Ракита гмины Жидомля Гродненского уезда Белостотского воеводства белорусами организованы убийства военных осадников, деревенского солтыса, поручика польской армии и полицейского.
- В гмине Большие Эйсманты там же погибла семья Межеевских; подозреваемые в преступлении — вооружённая группа коммунистов, которая состояла из жителей соседней деревни Кордзики.
- В Малой Берестовице под Гродно просоветские евреи и белорусы учинили погром, в ходе которого погибло около 50 человек[14].
- У н.п. Лериполь белорусами убиты 12 поляков.

Убийства поляков, в основном осадников, произошли по всей Западной Белоруссии, но наиболее жестокие имели место в Белостокском воеводстве. Ряд задержанных бывших польских ветеранов пытали и заставляли покаяться за их участие в войне с большевиками в 1920 году, а потом убивали. Деятели коммунистического подполья начали готовить списки представителей польской администрации, военных властей, полицейских и осадников ещё до начала похода в Западную Беларусь. Именно последние стали главным объектом агрессии со стороны местных подпольщиков и активистов. В первые дни советской операции убийства произошли в 13 осадах Полесского воеводства, 11 — Новогрудского воеводства, 4 — Белостокского, 1 — Виленского.
В Скиделе под руководством бывших членов КПЗБ произошло вооружённое восстание против польской власти. На подавление беспорядков брошены большие силы. В ходе столкновений центр местечка сожгли, 20 участников бунта казнили. Однако вскоре прибыли советские войска, и польские силы покинули Скидель. Всего в восстании погибло порядка 18—31 мятежников.

### 1941—1944
В первые месяце немецкой оккупации проведены чистки среди белорусского населения. В первую очередь, новая администрация была ориентирована на уничтожение коммунистического актива и убеждённых сторонников советской власти. Эти задачи потребовали широкого привлечение этнических поляков к управлению на белорусских территориях. Нацисты заняли позицию возвращения на свои должности лиц, которые занимали их до сентября 1939 года. Проводя такую политику, немецкие военные также хотели найти опору для своей власти в состоятельных слоях польского население, создавая при этим внутренний конфликт среди самих поляков. Тем не менее, с осени 1941 года польская администрация во многих местах заменялась белоруской.
В период оккупации открытых столкновений между поляками и белорусами не происходило (за исключением акций против белорусских коллаборантов), однако определённая межэтническая напряжённость присутствовала. Такая ситуация привела к тому, что в белорусско-польским пограничье антифашистское движение строилось по национальному признаку, эта касалось как местных комитетов, так и вооружённых формирований — советских партизанских отрядов и Армии Крайова (АК). В первых формирование подразделений по национальному признаку было рекомендовано командованием, в том числе и по причине обоснованного недоверия к поляков. Однако существовали и смешанные отряды. Подразделении АК не принимали в свои ряды белорусов, обвиняя их в сотрудничестве с немцами, а также придерживаясь указаний эмигрантского правительства, линией которого был крайний национализм.
Однако в условиях сопротивления общему врагу, поляки и белорусы оказались способны к организации эффективных совместных действий. Антифашистское движение развернулось в трёх формах: подпольные комитеты в городах, партизанские отряды, связанные с Красной Армией, и формировании Армии Крайовой. Как советские, так и польские партизаны активно сотрудничали с местным сопротивлением. Несмотря на очевидные разногласия, случались и совместные действия против немецких сил.
В этот период межэтнический конфликт главным образом проявлялся в противостоянии националистических элит, как лояльных к оккупационной администрации, так и антинацистских. Большинство поляков и белорусов проявляли склонность к консолидации для борьбы с общим противником. Учитывая размытую государственную идентичность в крае, подобный способ взаимодействия многонационального местного население был наиболее эффективным методом выживания.
Всё же имели место случаи, когда этнические белорусы, поддержавшие нацистов, направляли свою деятельность против структур польского подполья, что скажется в послевоенном отношении к белорусам.

### 1944—1950

#### Изменения границ

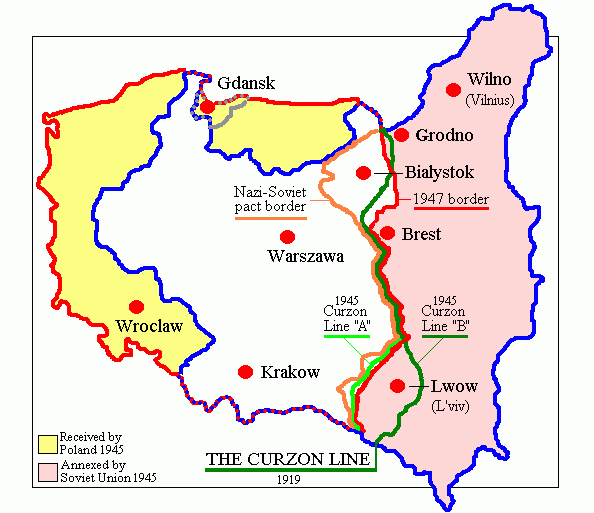
Изменения границ Польши.

Разгром и отступление немецкой армии в 1944 году не ознаменовали для местного население переход к мирной жизни. Наступило время послевоенной напряжённости, которое несло в себе трудности переходного периода, а также изменение этноконфессиональной структуры края. В этот период вырвались наружу все те межнациональные проблемы и противоречия, которые не были решены в предыдущие 25 лет.
Советское руководство, которое восстановило контроль над регионом, выступало за восстановление госграницы 1941 года. Эмигрантское правительство Польши в Лондоне желало вернуть границу 1939 года. Учитывая, что договориться будет почти невозможно, в Белостокщине советскими властями начали формироваться местные польские коммунистические ячейки и просоветские органы власти. В Москве был образован Польский комитет национального освобождения, с которым Иосиф Сталин начал обсуждать пограничные вопросы. По результатов переговоров СССР оставил полякам Белостотский край (хотя против этого выступали белорусские коммунисты) и г. Беловежа с частью Беловежской пущи. Вскоре руководство БССР заключило с польскими представителями соглашение об обмене населением.
Все эти мероприятия вызывали неоднозначную реакцию местных жителей. Так, например, белорусы в г. Бельск оказались неудовлетворены возвращением в состав Польше. Жители даже оставили всю работу по отстройке улиц, так как не желали «восстанавливать город для поляков». Отдельные жители пограничных городов и деревень писали письма с запросом вернуть их в состав Белоруссии. Подобные тенденции имели место среди поляков Гродненской области.

#### Эскалация
Нежелание поляков оставаться под советской властью, а белорусов — под польской накалили ситуацию в регионе. 

«...узнав теперь, что здесь снова будут польские порядки и Бельск будет польским, бросил работу. Не поднимается рука работать на поляков... Если что, брошу свой дом или лучше сожгу его... с семьёй пойду куда угодно, где есть белорусы, где есть советская власть. С поляками белорусы жить не будут. Поляки подлые и завистливые люди, они любят только себя. Даже при немцах, когда было невыносимо для белорусов и поляков, поляки и тогда старались задеть чем-то белорусов, чем-нибудь навредить им...»— Белорус Василий Осипович Антихович, житель г. Бельск 1900 г. р.

«Было бы очень справедливо, если бы поляков заставили жить на тех правах, на которых жили белорусы в Польше до 1939 года. Поляки сильно ненавидят белорусов, но белорусы поляков ненавидят в сто раз сильнее. Нужно было бы после войны установить такой порядок, чтобы поляки жили с уцелевшими немцами и чтобы поляки имели над немцами власть, которую они имели над белорусами. Немцам никто бы не позавидовал. Пусть бы они кичились друг перед другом, что те немцы, а те — поляки...»— Белорус Пётр Семёнович Островский, 1911 г. р.

«Немец — зверюга, слов нет. Пока этот зверь жив, на земле жизни никому не будет. Но поляки белорусам насолили столько, что белорусы с ними жить ни за что не будут, если только не будет советской власти. Ведь поляк какой? Будь он голодранец, но он обязательно хочет, чтобы шапку перед ним первый снимал белорус. А коснись спора с ним? Судись ты с ним годами и будь ты бесспорно прав, а виноват будет белорус. Если белорус при польской власти хотел открыть какую-либо торговлю, поляки заклюют его до тех пор, пока белорус не бросал свою лавчонку...»— Белорус Иван Кирилович Жуковский, уроженец г. Бельск 1905 г. р.
Обострение национальной напряжённости было связано главным образом с деятельностью лондонского эмигрантского правительства, что не хотело признавать факт потери восточных кресов и стремилось к восстановлению границы 1939 года. Исходя из этого все те, кто не разделял данную точку зрения, в Белостокщине, где компактно проживало около 135 тыс. белорусов, так и в западном регионе БССР, рассматривались подпольем польских националистов («отверженных солдат») как враждебный элемент.
Конфронтация также обусловлена политикой просоветского руководства Польши в национальным вопросе. Властями предполагалось превратить страну в однонациональное государство. Таким образом, польские левые и правые оказались едины во взгляде на будущее белоруской диаспоры: белорусы как национальное меньшинство должны либо покинуть Польшу, либо стать «православными поляками».

#### Насилие

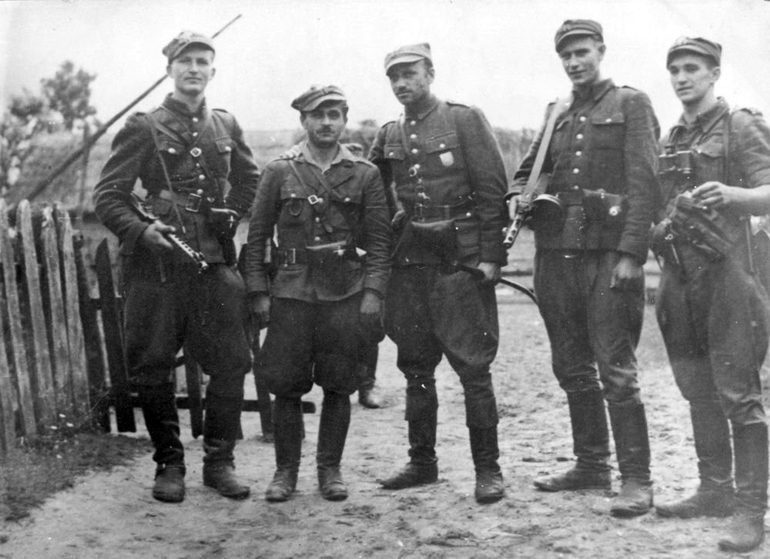
Бойцы антисоветских отрядов, 1945 год.

Польское антисоветское подполье, базируясь на идеологических постулатах санационного периода, не стремилось к налаживанию межкультурного диалога. Несмотря на декларированный антисоветский характер, в рамках террористических акций страдало мирное население: как белорусское, так и польское. При этом поляков угрозами принуждали к участию в деятельности антисоветского подполья. Официальные польские власти, а также мирное польское население осуждали деятельность националистических отрядов, более того, отказывались считать их поляками.
Деятельность подполья «отверженных солдат» против белорусов протекала в разных формах и имела разные последствия. Одной из важнейших задач националистов было заставить белорусов покинуть Польшу и выехать в БССР. Для этого использовались как угрозы (в деревнях с белорусским населением распространялись листовки, где предписывалось немедленно уходить за линию Керзона), так и репрессивные акции с уничтожением населения (только за 1945 год на Белостокщине убиты 229 человек). Также фиксировались многочисленные грабежи.
Одним из известных убийств этнических белорусов поляками стали события января—февраля 1946 года, когда отряд националистов под началом Ромуальда Райса убил 79 крестьян.
За 1944—1946 годы жертвами подполья стали свыше 500 белорусов, зарегистрированных на переезд в БССР. Кроме этого убиты 8 и ранены 15 уполномоченных СНК БССР по переселению. Свыше 1000 белорусских семей были ограблены по дороге в Беларусь. Фиксировались многочисленные нападения и на белоруской территории. Сложная ситуация отмечалась в Островецком (за август—сентябрь 1944 года убиты 12 активистов партии и комсомола), Свирском (за август—сентябрь 1944 года убиты 16 активистов), Лидском (с августа 1944 по май 1945 года убиты 10 председателей и 2 секретаря сельских советов, 27 депутатов сельсоветов и уполномоченных, 28 районных активистов, 11 солдат и офицеров Красной Армии, 34 местных жителя), Гродненском (за октябрь—ноябрь 1944 года убиты 8 крестьян) районах. В связи с террором ЦК КП (б)Б обязал НКГБ и НКВД усилить борьбу с антисоветской деятельностью, а также разместить дополнительные воинские части в райцентрах Молодечненской, Барановичской, Гродненской областей.
Просоветские польские власти не могли защитить население пограничья от деятельности партизан, не подействовал даже призыв правительства в Лондоне сложить оружие. Совместными усилиями СССР и Польской Народной Республики «отверженных солдат» удалось разгромить. Последние отряды польских националистов оставались в белорусских лесах до 1954 года.

## Последствия
Послевоенный террор антисоветского подполья создал и укрепил в сознании белорусов негативный образ поляков, которые убивают мирных крестьян за вероисповедание и национальную принадлежность. Негативный стереотип о белорусах, как о союзниках СССР в свою очередь закрепился в сознании поляков. Подобные взаимные обиды на протяжении длительного времени мешали развитию межэтнических отношений. Польская Республика снова основательно позиционировалась в качестве моноэтнического государства.